# Forum Hadriani
Forum Hadriani v sodobnem mestu Voorburg je bilo najsevernejše rimsko mesto na evropski celini in drugo najstarejše mesto na Nizozemskem. Nahajalo se je v rimski provinci Germania Inferior in je omenjena na Tabula Peutingeriana, rimskem cestnem zemljevidu.
Najdišče Forum Hadriani je tvorilo jedro civitas Kananefatov, ki so živeli zahodno od Batavijcev. Nahajalo se je ob Fossa Corbulonis ali Corbulo-kanalu. To vodno pot je okoli leta 47 našega štetja ustanovil rimski general Gnej Domicij Korbulon in je tvorila pomembno bližnjico med rekama Ren in Meuso. Po Batavijskem uporu, pri katerem so sodelovali, so Kananefati postali zvesti zavezniki Rimljanov.
Leta 121 je cesar Hadrijan opravil dolgo potovanje vzdolž severozahodne meje cesarstva, med katerim je obiskal mesto Cananefate. Mestu je dal svoje ime, Forum Hadriani ( Hadrijanova tržnica ). Alternativno ime, morda edino uradno ime, je bilo Municipium Aelium Cananefatium (Aelius je družinsko ime Hadrijan). Skrajšana različica tega imena, MAC, je bila najdena vgravirana v nekaj rimskih mejnikih, najdenih v soseščini.
Približno leta 270 našega štetja so Rimljani po več kugah in napadih saških piratov zapustili Forum Hadriani.

Leta 1771 je bila med vrtnimi deli na posestvu Arentsburg izkopana bronasta desnica. To roko je Étienne Maurice Falconet uporabil kot model za konjeniški kip Petra Velikega, Bronasti jezdec. Prva znanstvena izkopavanja na območju Foruma Hadriani je med letoma 1827 in 1833 izvedel Caspar Reuvens. Reuvens je imel prvo mesto profesorja arheologije na svetu. Reuvens je umrl, preden je lahko objavil svoje ugotovitve. Več izkopavanj je med letoma 1908 in 1915 opravil Jan Hendrik Holwerda, ki je leta 1923 objavil rezultate Reuvensa skupaj z lastnimi odkritji v obsežni monografiji.
- Risba (1800) bronaste roke, najdena leta 1771
- Ista roka na ogled v Museum van Oudheden v Leidnu

## Poglej tudi
- Seznam latinskih krajevnih imen v celinski Evropi